# TOB Tennis
TOB Tennis is de tennisafdeling van de Nederlandse omnisportvereniging RKSV TOB uit Tuindorp Oostzaan, Amsterdam. Deze was vanaf 1947 gevestigd op Sportpark Melkweg, maar in februari 2013 zijn de afdelingen TOB-voetbal en biljart verhuisd naar Sportpark Oostzanerwerf.
De afdeling tennis is gestart in 1977 en speelt nog altijd op Sportpark Melkweg, net als de handbalclub VTC (Vriendschap-TOB-Combinatie), waarin de afdeling handbal van TOB is opgegaan. TOB Tennis beschikt over een in 2020 vernieuwd clubhuis, drie verlichte rood-zandkunstgrasbanen en een indoorhal met nog twee hardcourt binnenbanen, voor (in 2024) circa 170 leden.